# عطف (عربية)
العطف لغة الميل، وعطف فلان على فلان أي أشفق عليه ومال نحوه، 
أما في الاصطلاح اللغوي والنحوي فهو ربط لفظ بلفظ سواء كان فعلا أم اسما أم جملة بشرط أن يُعطف على مثل ما عطف به.
العطف تابع يدل على معنى مقصود بالنسبة مع متبوعه، يتوسط بينه وبين متبوعه أحد الحروف العشرة، مثل: قام زيد وعمرو، فعمرو تابع مقصود بنسبة القيام إليه مع زيد.